# Jessica Harmon
Pour les articles homonymes, voir Harmon.
Jessica Harmon, est une actrice et réalisatrice canadienne née le 27 décembre 1985 à Barrie, en Ontario, au (Canada).

## Biographie

### Famille
Jessica Harmon est la fille du réalisateur Allan Harmon et de la productrice Cynde Harmon. Elle est également la grande sœur de l'acteur Richard Harmon.

## Filmographie en tant qu'actrice

### Cinéma
- 2003 : Cody Banks, agent secret : une amie de Natalie
- 2006 : Hollow Man 2 : Heather Dalton
- 2006 : John Tucker doit mourir : une fille, à la fête
- 2006 : Black Christmas : Megan Helms
- 2012 : A Christmas Story 2 : une cliente d'un magasin
- 2013 : The Marine 3: Homefront : Teller
- 2013 : And Now a Word from Our Sponsor : une vendeuse de voiture
- 2014 : Deeper : Beth
- 2015 : Fear Island : Ashley
- 2016 : Stranger in the House : Dr Harding
- 2016 : Dead Rising: Endgame : Jill

### Courts-métrages
- 2008 : The Ambassador : Nina
- 2013 : The Goodbye Girl : Sylvia
- 2014 : Body Language : Oleander
- 2014 : PLAN b : Tracy
- 2015 : Reset : Natalie
- 2015 : Outside the Lines : Trish
- 2015 : Bona Fide : Celeste

### Séries télévisées
- 1997-1998 : Au-delà du réel : Tali / une petite fille
- 1998 : La Nouvelle Famille Addams : une jeune détenu
- 2001-2002 : Pasadena : Mona Kenyan
- 2004 : The Days : Trish
- 2004 : La Vie comme elle est : Zoe Cresswell
- 2007, 2009 et 2013 : Supernatural : Lily Baker (2007) / Ruby #2 (2009) ./ Olivia Camrose (2013)
- 2006 : Killer Instinct : Jennifer Crossland
- 2006 : Whistler : Danni Bender
- 2008 : The Capture of the Green River Killer (mini-série) : Natalie 'Nat' Webley
- 2008-2009 : Battlestar Galactica: The Face of the Enemy (mini-série) : Esrin
- 2009 : Kyle XY : Gretchen
- 2009 : Le Visage du crime (mini-série) : Debbie
- 2012 : Choose Your Victim (mini-série) : Katrina Schneider
- 2013 : Dr Emily Owens : Diane
- 2013 : Arrow : Nancy Moore
- 2014 : Signed, Sealed, Delivered : Donna
- 2014 : Motive : Maya Bureen
- 2015 : School of Fish : Jill
- 2015 : Backstrom : Infirmière Brittany Gottman
- 2015 : The Returned : Janelle
- 2015 : Wayward Pines : femme #1
- 2015 : Olympus : Chalciope
- 2015 : The Whispers : Membre de l'équipe 3 Willa
- 2015 : Proof : Samantha Glenn
- 2015-2018 : iZombie : Agent du FBI Dale Bozzio
- 2016-2020 : Les 100 : Niylah
- 2016 : The Magicians : Mackenzie
- 2017 : Taken : Gretchen Lareau
- 2019 : VWars : Jessica "Jess" Swan

### Téléfilms
- 2007 : Une erreur de jeunesse : Lynn
- 2009 : Confiance brisée : Kelyn
- 2009 : Seule contre tous : Monique
- 2009 : Fear Island : Ashley
- 2009 : Wolf Canyon : Samantha
- 2012 : L'Homme qui n'aimait pas Noël : Faith
- 2013 : Un tueur au visage d'ange : Citoyenne de la ville #3
- 2013 : Chupacabra vs. the Alamo : Jenny
- 2013 : Christmas Bounty : Jessica, la barmaid
- 2013 : Les Yeux de l'amitié : Mme McVie
- 2014 : Un œil sur mon bébé : Vivian
- 2014 : Lieutenant Nounou : Cookie
- 2015 : Love Under the Stars : Amy
- 2015 : Un Noël à la maison : Eileen McCormick

### Série animée
- 2012 : Animism : Mel / un garçon (voix)

## Filmographie en tant que réalisatrice

### Séries Télévisées
- 2018 : Rachel (Rachel)
- 2020 : Les 100, Saison 7, épisode 14, Retour aux Sources (A Sort of Homecoming)

### Téléfilms
2020
- Le Bouquet de la mariée (My Best Friend's Bouquet)
- L'ange secret de Noël (The Angel Tree)

2021
- The Vows We Keep
- Toi et moi à Noël (Falling for Christmas)
- Le menu de Noël (A Christmas to Savour)
- A Christmas star

2022
- The Kidnapping of Abby Hernandez
- Deadly secrets

## Voix françaises

### En France
- Armelle Gallaud dans
  - Une erreur de jeunesse (téléfilm)
  - Confiance brisée (téléfilm)
  - Les Yeux de l'amitié (téléfilm)
  - Un Noël à la maison (téléfilm)
  - iZombie (série télévisée)
  - Dead Rising: Endgame
  - Les 100 (série télévisée)
  - The Magicians (série télévisée)
- Sandra Valentin dans
  - Hollow Man 2
  - Motive (série télévisée)
- Elsa Marie De Breyne dans Fear Island (téléfilm)
- Marie Zidi dans Le Visage du crime (mini-série)
- Anouck Hautbois dans Lieutenant Nounou (téléfilm)
- Patricia Piazza Georget dans The Whispers (série télévisée)
- Pascale Chemin dans Backstrom (série télévisée)